# Мала артіль
Мала артіль — кооператив, створений декабристами у 1834 році в Петровському Заводі,  як каса взаємодопомоги для надання допомоги декабристам, що вирушали з каторги на поселення.

## Історія створення

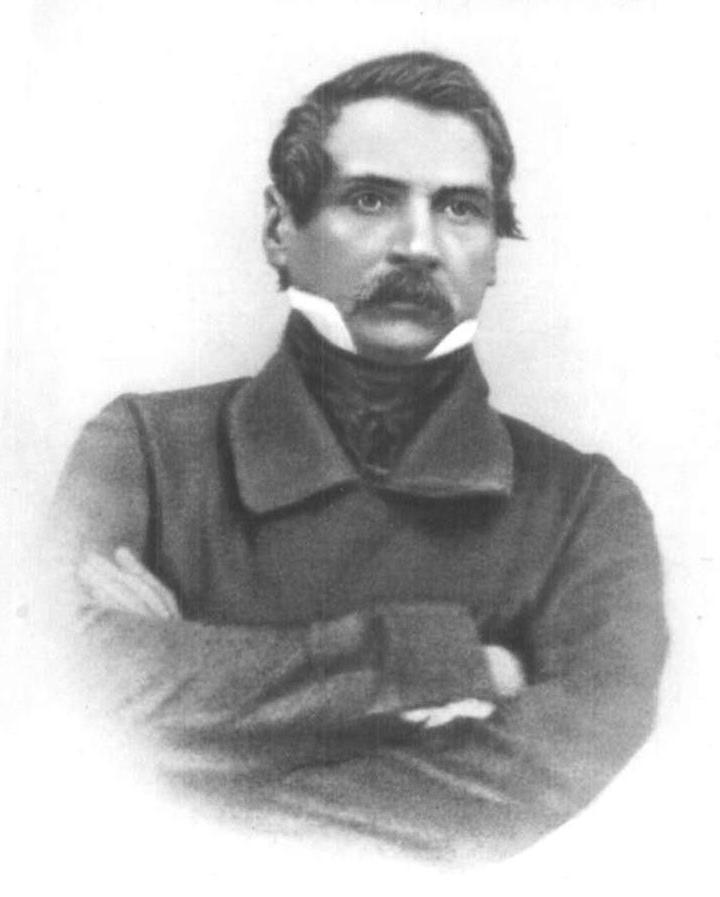
Пущин І.І. 1828 - 1830рр. Акварель Бестужева М.О.

У 1834 році в Петровському заводі декабристами була створена Мала артіль або Товариство взаємної допомоги. Організатором і керівником Малої артілі був Пущин Іван Іванович. Саме Пущин привіз з Петровського заводу в Туринськ, а потім у Ялуторовськ касу Малої артілі і широко розгорнув її діяльність. 
Деякі дослідники декабристського руху вважають, що Мала артіль ще в 1829 і 1830 роках  виконувала свою функцію - видавала гроші засудженим до заслання, які від'їжджали на поселення і мала в своєму розпорядженні для цього фонд. Листування декабристів за роки заслання показує, що і на поселенні незаможним надавалася постійна допомога. Функції Малої артілі були оформлені документально не пізніше 1831 року, коли і прийнятий був Статут Великої артілі. Сума, якою вона розпоряджалася, складалася з добровільних внесків і пожертвувань. 
З часом Мала артіль перетворилася на своєрідний позикоощадний банк, в якому місцеве населення могло отримати позику під невеликі відсотки. 
Декабристами була створена і газетно-журнальна артіль, яка дозволяла виписувати безліч періодичних видань та книг.

## Після амністії
Мала артіль проіснувала понад 50 років, з них близько 20 років артіль працювала в Москві. 26 серпня 1856 року декабристам була дарована амністія. Однак далеко не всі із залишившихся в живих декабристів змогли нею скористатися. Не всі мали кошти для виїзду до Європейської Росії. Матеріальна незабезпеченість затримала на кілька років від'їзд Фаленберга, Кірєєва, Фролова, Михайла Бестужева. Майже всі вони змогли покинути Сибір тільки завдяки допомозі Малої артілі. Після повернення декабристів з Сибіру Мала артіль продовжувала свою діяльність. Як і раніше нею керував Пущин за активної участі сина декабриста Якушкіна Є.І. Якушкіна. Хоча формально статуту Малої артілі не було, вона існувала на певних принципах. Артіль мала у своєму розпорядженні більш-менш постійну суму, яка складалася з внесків заможних декабристів і їхніх друзів. Постійними вкладниками артілі були Волконський, Трубецькой, Наришкін, О. М. Муравйов, М.І. Бібіков, одружений з дочкою декабриста Микити Муравйова Софією. Деякі декабристи, а саме Краснокутський, Вольф перед смертю заповідали своє майно бідним декабристам. Керівники Малої артілі постійно клопотали про призначення казенної допомоги незаможним, про влаштування дітей декабристів на службу або в навчальний заклад. Наприклад, в середині 1860-х років дочки Михайла Кюхельбекера змогли здобути освіту в Іркутському Дівочому інституті завдяки допомозі Малої артілі. Щорічно 26 серпня починався новий артільний рік і Пущин спільно з Є. Якушкіним робив розкладку - кому і скільки посилати грошей з артільної каси. Існувала й певна звітність, Пущин сповіщав членів артілі про те кому надсилаються гроші. Істотною стороною діяльності Малої артілі був збір інформації про майновий стан декабристів та їх сімей. На пенсії з коштів Малої артілі жили діти і вдови декабристів. 
Після смерті Пущина у 1859 році керівництво артіллю прийняв на себе Якушкін Є.І., йому допомагали Олександр Поджіо, Н.Д. Фонвізіна-Пущина.